# قلعة الزريب
قلعة الزريب الأثرية من القلاع التاريخية في شرق محافظة الوجه التابعة لمنطقة تبوك، وهي قلعة كبيرة أُنشئت في عصر السلطان أحمد الأول سنة 1026 هـ / 1617م لتأمين الحجاج وخزن ودائعهم وأقواتهم، ويوجد على مدخل القلعة نقش تأسيس البناء.

## وصف القلعة
مسقط القلعة مستطيل الشكل ولها أربعة أبراج في كل ركن من أركانها، والمدخل يقع في الضلع الغربي، وتتكون القلعة من الداخل من حجرات تُحيط بفناء القلعة، ومسجد ومصلى، وبئر، ويلتصق بالضلع الشمالي للقلعة من الخارج ثلاث برك. وتأخذ القلعة الشكل المربع ويقوم على زواياها أربعة أبراج دائرية للمراقبة والحماية، ويتضح من شكل مسقطها الأفقي حرفية عالية في البناء ودقته، إذ أن الزوايا قائمة وخطوط واجهاتها مستقيمة، ولها بوابة ظاهرة وبارزة علن واجهتها الغربية من خلال بروز قليل نسبياً، وشكل بوابة المدخل مستطيلة ومتسعة ويعلوها قوس موتور وعلى جانبيها مقاعد حجرية وقد استعمل لحماية باب الدخول للقلعة، كما تميزت الواجهة الداخلية لبوابة الدخول باستخدام حجارة ملونة تميزه عن الحجارة المستخدمة في الخارج، إذ تخلو الوجهات من الفتحات المعمارية إلا من الطلقات المنتشرة على امتدادها في القسم العلوي للبناء.
وتتميز الأبراج الأربعة بفتحات خاصة، يوجد في أعلى كل برج ثلاثة فتحات شكلها مثل طلاقة الحماية ولكن مساحتها أكبر وهي في مظهرها الخارجي مربعة الشكل، وتقل مساحتها بشكل متساوي من جهاتها الأربعة لتشكل في نهاية عمق الواجهة فتحات صغيرة تضمن حماية من يقف خلفها، وتقع في مستوى الطابق العلوي للقلعة.
ويفضى المدخل بفناء داخلي تتوزع حوله الحجرات المتعددة الخاصة بالسكن والإقامة، ويلاحظ به وجود درج ذو شكل هندسي رائع الجمال، ويشمل كذلك على مصلى وله مئذنة مثنمة الشكل، ويتضح من الصور التاريخية أن، قبتها كانت مخروطية مدببة من ولكنها غير مكتملة البناء بعد أعمال الترميم المنجزة حديثا في القلعة، كما توجد آبار وفي الخارج برك للماء لساقية الحجاج.

## قصف القلعة
قصفت القلعة اثناء الثورة العربية الكبرى في عام 1916م، وهي ثورة مسلحة ضد الدولة العثمانية، بدأت من الحجاز وكانت تحتوي على رشفات نارية من المدافع واجزاء واعمدة مهدمة، وتم ترميمها بطريقة اعاد الشكل الاصلي للقلعة.

## انظر ايضاً
- قلعة السوق
- قلعة تبوك
- قلعة المعظم
- قلعة الأزلم
- قلعة المويلح

## وصلات خارجية
- «الوجه» حاضنة قلاع الحضارات القديمة.
- بالصور.. «السوق والزريب».. قلاع لتأمين الحجاج قديماً.